# Distrito electoral federal 6 de Oaxaca
El Distrito electoral federal 6 de Oaxaca es uno de los 300 distritos electorales en los que se encuentra dividido el territorio de México para la elección de diputados federales y uno de los 10 en los que se divide el estado de Oaxaca. Su cabecera es la Heroica Ciudad de Tlaxiaco.
El distrito 6 de Oaxaca se encuentra en el oeste de la entidad, principalmente formado por municipios de la región mixteca, pero también de la región Sierra Sur. Desde el proceso de distritación de 2017 lo conforman 82 municipios, que son: Caliahualá, Chalcatongo de Hidalgo, Coicoyán de las Flores, Constancia del Rosario, Fresnillo de Trujano, Guadalupe de Ramírez, Mesones Hidalgo, Ixpantepec Nieves, Magdalena Peñasco, Mariscala de Juárez, Putla Villa de Guerrero, San Esteban Atatlahuca, San Juan Cieneguilla, San Juan Ihualtepec, San Marcos Arteaga, San Martín Zacatepec, San Mateo Yucutindoo, San Miguel Amatitlán, San Miguel el Grande, San Nicolás Hidalgo, San Simón Zahuatlán, Santa Cruz Tacache de Mina, Santiago Amoltepec, Santiago del Río, Santiago Juxtlahuaca, Santiago Tamazola, Santiago Textitlán, Santiago Yucuyachi, Santo Domingo Tonalá, Santos Reyes Yucuná, Silacayoápam, Tezoatlán de Segura y Luna, Heroica Ciudad de Tlaxiaco, San Mateo Yucutindoo y Zapotitlán Lagunas.

## Diputados por el distrito
- XLIX Legislatura
  - (1973 - 1976): Jaime Esteva Silva
- L Legislatura
  - (1976 - 1982): Heladio Ramírez López
- LII Legislatura
  - (1982 - 1985): Jorge Luis Chávez Zárate
- LIII Legislatura
  - (1985 - 1985): Ricardo Hernández Casanova 
  - (1985 - 1988): Oney Cuevas Santiago
- LIV Legislatura
  - (1988 - 1991): Eloy Argos García Aguilar
- LV Legislatura
  - (1991 - 1994): Rafael Sergio Vera Cervantes
- LVI Legislatura
  - (1994 - 1997): Baruc Efraín Alavez Mendoza
- LVII Legislatura
  - (1997 - 2000): Ulises Ruiz Ortiz
- LVIII Legislatura
  - (2000 - 2003): Irma Piñeyro Arias
- LIX Legislatura
  - (2003 - 2006): Heliodoro Díaz Escárraga
- LX Legislatura
  - (2006 - 2009): Rosa Elia Romero Guzmán
- LXI Legislatura
  - (2009 - 2012): Heliodoro Díaz Escárraga
- LXII Legislatura
  - (2012 - 2015): Rosa Elia Romero Guzmán
- LXIII Legislatura
  - (2015 - 2018): Sergio López Sánchez